# Cyriocosmus nogueiranetoi
Cyriocosmus nogueiranetoi là một loài nhện trong họ Theraphosidae.
Loài này thuộc chi Cyriocosmus. Cyriocosmus nogueiranetoi được miêu tả năm 2005 bởi Fukushima, Bertani & da Silva.